# 鄭敏泰
鄭敏泰（1929年—），安莉芳控股有限公司（1388.HK）董事長及創辦人，生產內衣起家。

## 生平
他自小並不富裕，直至他和家人在1975年創立安莉芳，專門生產及銷售內衣。他的公司于2006年在香港交易所上市。
鄭敏泰先生及其夫人岳明珠女士均毕业于北京农业工程大学(现中国农业大学)。

## 外部連結
- 堅毅不屈創優質內衣品牌 安莉芳鄭敏泰 文匯報 （页面存档备份，存于）